# كينت غرينفيلد
كينت غرينفيلد (بالإنجليزية: Kent Greenfield)‏ هو لاعب كرة قاعدة أمريكي، ولد في 1 يوليو 1902 في غوثري في الولايات المتحدة، وتوفي بنفس المكان في 14 مارس 1978.

## وصلات خارجية
- كينت غرينفيلد على موقعبيزبول رفرنس.كوم (الدوري الرئيسي) (الإنجليزية)
- كينت غرينفيلد على موقعبيزبول رفرنس.كوم (الدوري الثانوي) (الإنجليزية)